# تپه‌های فیروز آباد (۱و۲)
تپه‌های فیروز آباد (۱و۲) مربوط به دوران‌های تاریخی پس از اسلام است و در شهرستان الیگودرز، روستای فیروزآباد واقع شده و این اثر در تاریخ ۵ آذر ۱۳۸۰ با شمارهٔ ثبت ۴۳۸۹ به‌عنوان یکی از آثار ملی ایران به ثبت رسیده است.